# Rue Jeanne-d'Arc (Beyrouth)
Pour les articles homonymes, voir Rue Jeanne-d'Arc.
La rue Jeanne d'Arc est une rue de Beyrouth, la capitale du Liban.  

## Situation et accès
La rue s'étend du nord au sud, démarrant rue Bliss, coupant la fameuse rue Hamra et se terminant à Al Hussein.

## Origine du nom
Elle doit son nom à la patronne secondaire de la France, Jeanne d'Arc, récemment canonisée lorsque la rue a été percée.

## Historique
En 1920, la rue Jeanne-d'Arc était l'une des principales artères qui partaient de la rue Bliss et, vers 1930, l'urbanisation de cette rue atteignait 35%.

## Bâtiments remarquables et lieux de mémoire
Elle est connue pour ses magasins de fleuristes et aussi pour ses nombreux hôtels construits à la fin des années 1960 jusqu'en 1975 (année du début de la guerre du Liban), comme le Casa d'Oro, à une époque florissante.

### Dans la littérature
- Arms for Adonis (1960) de Charlotte Jay : « Elle avait loué un appartement rue Jeanne d'Arc et Sarah y avait habité avec elle jusqu'à l'arrivée de Marcel. »
- Der Märtyrer (1986) par Jürgen Petschull : « La voiture tourna rue Jeanne d'Arc, puis rue Baalbek, et s'arrêta devant l'entrée à dais... »